# Carles Miralles i Solà
Carles Miralles i Solà (Barcelona, 25 de maig de 1944 – Barcelona, 29 de gener de 2015) fou un poeta, hel·lenista i crític literari català.

## Biografia
Nascut a Barcelona el 1944, estudià filologia clàssica. Vinculat professionalment a la Universitat de Barcelona, com a catedràtic de filologia grega, en fou vicerector entre els anys 1981 i 1986.
El 1965 publicà la seva primera obra poètica, La terra humida, guanyadora del Premi Amadeu Oller. Entre la seva poesia, destaquen títols com Camí dels arbres i de tu (1981), La mà de l'arquer (1991), La ciutat dels plàtans (1995) i No me n'he anat (2008). El 1992 rebé el Premi Nacional de Poesia amb el poemari La mà de l'arquer. El 2001 publicà la seva antologia poètica fins a 2001 al volum D'aspra dolcesa (2002).
Fou membre numerari de l'Institut d'Estudis Catalans des del 1991, havent estat el primer president de la Societat d'Estudis Clàssics, president de la Comissió lexicogràfica, i secretari general de l'Institut (1998-2002). Membre de l'Associació d'Escriptors en Llengua Catalana, fou director de la revista Ítaca i uns dels editors del Diccionari de la llengua catalana de l'IEC del 2007. Fou membre de la junta de govern de la Institució de les Lletres Catalanes. També col·laborà amb El Punt Avui, El Pont, Serra d'Or, Els Marges, Faventia, Reduccions, Nous Horitzons, Quimera i Arbor.
També destacà com a crític literari amb assajos sobre Carles Riba, J. V. Foix o Salvador Espriu, així com Homer i Sòfocles. També traduí obres d'Herodes, Xenofont d'Efes, Iorgos Seferis i Plató. Tingué cura de la introducció i l'edició de les tragèdies d'Eurípides i de Sòfocles, traduïdes per Carles Riba per a Curial, i participà en la redacció de la Història de la literatura catalana d'Ariel.
L'octubre de 2014 Miralles va ser homenatjat per la Universitat de Barcelona amb la presentació dels dos volums Som per mirar, coincidint amb la seva jubilació. Morí la matinada del 29 de gener de 2015 a la ciutat de Barcelona a l'edat de 70 anys.

## Obra

### Poesia
- 1965 La terra humida. Barcelona, Premi Amadeu Oller.
- 1967 On m'he fet home.
- 1981 Camí dels arbres i de tu. Per fi la tortuga (recull de poesia i prosa). Barcelona, Proa.
- 1991 La mà de l'arquer (Premi Nacional de Poesia 1992). Barcelona, Columna.
- 1995 La ciutat dels plàtans. Barcelona, Quaderns Crema.
- 2002 D'aspra dolcesa (Poesia 1963-2001) (recull de la seva poesia). Barcelona, Proa.
- 2008 No me n'he anat. Barcelona, Edicions 62.

### Traduccions
- Herodes.[1][5][6] Mimiambs.[1]
- Xenofont d'Efes. Efesíaques.
- Iorgos Seferis. Mithistòrima.
- Plató. Protàgoras.

### Narrativa
- 1998 Escrit a la finestra.

### Estudis literaris
- 1969 La novela en la antigüedad clásica.
- 1968 Tragedia y política en Esquilo.
- 1972 Clàssics i no entre Modernisme i Noucentisme.
- 1979 Lectura de les "Elegies de Bierville" de Carles Riba, Barcelona, Universitat de Barcelona.
- 1981 El HelenismoBarcelona, Montesinos.
- 1983 Archilochus and the Iambic Poetry (amb Jaume Pòrtulas), Roma, Edizioni dell'Ateneo.
- 1986 Eulàlia. Estudis i notes de literatura catalana, Barcelona, Edicions del Mall.
- 1989 Atenas, Barcelona, Destino.
- 1992 Come leggere Omero, Milà, Rusconi.
- 1990 The Poetry of Hipponax (amb Jaume Pòrtulas), Roma, Edizioni dell'Ateneo.
- 1993 Ridere in Omero, Pisa, Scuola Normale Superiore.
- 1997 La mitologia grega (amb Pilar Gómez), Barcelona, UOC.
- 1997 La llengua i l'alfabet dels grecs (amb Pilar Gómez).
- 1993 Sobre Foix, Barcelona, Quaderns Crema. Premi de la Crítica Serra d'Or.
- 2004 Studies on Elegy and Iambus, Amsterdam, Adolf M. Hakkert Editore.
- 2005 Homer, Barcelona, Empúries.
- 2007 Sobre Riba, Barcelona, Proa.
- 2008 Sota el signe del fènix. Durar pel foc i sempre renéixer, Palma, Lleonard Muntaner Editor (recull d'articles publicats al suplement cultural del diari Avui).
- 2009 La luce del dolore. Aspetti della poesia di Sofocle.
- 2012 Aracne. Trasllats i ordits d'alguns textos del Quatre-cents, Barcelona, Publicacions de l'Abadia de Montserrat.
- 2013 Sobre Espriu, Barcelona, Publicacions de la Universitat de Barcelona.

### Edicions crítiques
- 1993 Antígona, de Salvador Espriu.
- 1996 Les roques, el mar i el blau, de Salvador Espriu (amb C. Jori).

## Premis i reconeixements
- 1965 Premi Amadeu Oller de poesia, per La terra humida.
- 1967 Premi Salvat Papasseit de Poesia.
- 1980 Premi Josep Carner de l'IEC, per Lectura de les Elegies de Bierville de Carles Riba.
- 1992 Premi Nacional de Poesia, per La mà de l'arquer.
- 1994 Premi Crítica Serra d'Or d'Assaig, per Sobre Foix.